# Exocentrus indicola
Exocentrus indicola är en skalbaggsart som beskrevs av Fisher 1931. Exocentrus indicola ingår i släktet Exocentrus och familjen långhorningar. Inga underarter finns listade i Catalogue of Life.